# Brandon Tischler
Brandon Tischler (* 18. August 2000 in Bamberg) ist ein deutscher Basketballspieler.

## Laufbahn
Brandon Tischler und sein einige Minuten jüngerer Zwillingsbruder Nicholas Tischler wuchsen in ihrer Geburtsstadt Bamberg auf. Nach dem Realschulabschluss in Scheßlitz besuchten beide das Theresianum, wo sie 2020 ihr Abitur ablegten.
Nachdem die Brüder mit fünf Jahren bei den Bischberg Baskets angefangen hatten, spielten sie im Nachwuchsnetzwerk des Bundesligisten Brose Bamberg für unterschiedliche Vereine. Zwischen 2018 und 2020 stand Tischler im Aufgebot des FC Baunach, wurde in der 2. Bundesliga ProA, dann in der 2. Bundesliga ProB eingesetzt. Während der von der COVID-19-Pandemie gestörten Saison 2020/21 gehörten die Tischler-Zwillinge keiner Mannschaft an, sondern arbeiteten ausschließlich mit Holger Geschwindner an ihrer Weiterentwicklung.
Im Juni 2021 wechselte Tischler mit seinem Bruder zum Bundesligisten Basketball Löwen Braunschweig und erhielt eine Doppellizenz für Einsätze bei der SG Braunschweig in der Regionalliga. Sein erstes Bundesliga-Spiel bestritt er Ende September 2021. Als Grund für ihren Wechsel nannten die Brüder, dass sie in Braunschweig mehr Einsatzzeiten in der Bundesliga bekämen als in Bamberg. Für die Niedersachsen bestritt Tischler 99 Bundesliga-Spiele und steigerte seine Einsatzminuten und Punkte je Begegnung in jedem seiner drei Braunschweiger Spieljahre.
2024 wechselte Tischler zu den MHP Riesen Ludwigsburg, während sein Bruder im selben Jahr nach Chemnitz ging.

### Nationalmannschaft
Im Sommer 2023 war er Mitglied einer U23-Auswahl des Deutschen Basketball Bunds, die unter der Leitung von Bundestrainer Gordon Herbert an einem internationalen Turnier im kanadischen Toronto teilnahm.